# Eksudat
Eksudat af latin exsudo = "jeg sveder (noget) ud". Ordet bruges om alle de stoffer, som tabes ud af planternes rødder. I gennemsnit mister planterne mellem 25 og 33 % af deres nettoprimærproduktion ved tab fra rødderne til jorden. Det kan ligne en ødselhed, som man ikke ville forvente efter millioner af års barsk udvælgelse, men sådan er det da heller ikke. 
Eksuderingen er bevisligt til planternes fordel. De opretholder nemlig populationer af en række organismer, der bidrager til at beskytte rodnettet mod aggressive svampe og bakterier. Dette samliv mellem mikroorganismer og planterødder har stået på så længe, at der er fundet mikrober, som ikke kan leve andre steder end lige netop i umiddelbar nærhed af planterødder.

## Medicinsk
Eksudat hos dyr og mennesker er udskillelse af væske fra celler eller kar på grund af betændelse.